# Shafiqa Habibi
Pour les articles homonymes, voir Habibi.
Shafiqa Habibi est une journaliste, présentatrice de télévision, militante et politicienne afghane. Elle est connue pour son travail de soutien aux femmes journalistes et pour sa candidature en 2004 à la vice-présidence afghane en tant que colistière d'Abdul Rachid Dostom.

## Vie personnelle
Shafiqa Habibi est issue d'une famille pachtoune d'Ahmedzai issue de la haute société. Bien qu'elle grandisse à Kaboul, sa famille est originaire de la province de Logar. En 1966, elle obtient un diplôme en journalisme à l'Université de Kaboul,. Elle est mariée à Mahmoud Habibi, qui occupe divers postes au sein du gouvernement afghan. Ces rôles comprennent celui de ministre de l'Information du roi Mohammad Zaher Shah et celui de président du Sénat afghan sous le président Mohammad Najibullah. Lorsque les moudjahidines prennent le contrôle de Kaboul en 1992, elle et son mari déménagent brièvement à Mazâr-e Charîf, avec des centaines de milliers d'autres. Lorsque les États-Unis commencent à bombarder Kaboul en 2001, Shafiqa Habib fuit vers la ville de Peshawar, au Pakistan,.

## Vie professionnelle
Peu de temps après avoir obtenu son diplôme, Shafiqa Habibi commence à travailler pour Radio Afghanistan (en). Elle lit également de la poésie à la télévision,. Elle est également présentatrice à la télévision et fondatrice du "Centre des femmes journalistes". En octobre 2016, elle est à la tête de l'Union des femmes journalistes afghanes.
En 1994, Shafiqa Habibi fonde l'"Organisation de diffusion radiophonique et télévisuelle des femmes", pour soutenir les femmes journalistes,. Lorsque les talibans arrivent au pouvoir en 1996, elle est empêchée de faire des émissions d'information. Pendant les cinq années du gouvernement taliban, elle organise des "écoles d'artisanat", dans lesquelles les femmes peuvent fabriquer des objets artisanaux qui peuvent ensuite être vendus,. Elle fonde également une organisation clandestine de femmes,. Alors que les talibans détiennent le pouvoir en Afghanistan, Shafiqa Habibi dirige secrètement 8 écoles à domicile pour filles, tenues secrètes. Après le renversement des talibans en 2001, elle travaille pour la Commission afghane indépendante des droits de l'homme (en).
En 2004, Shafiqa Habibi est candidate à la vice-présidence afghane, en tant que colistière d'Abdul Rachid Dostom, un général de l'armée afghane. Elle est l'une des trois seules femmes de la course présidentielle de cette année-là. Habibi est la directrice de l'organisation non gouvernementale "New Afghanistan Women Association", qui enquête sur les cas de violence sexuelle. Elle déclare que le gouvernement afghan est indifférent à la violence sexuelle à l'égard des femmes et qu'il est à blâmer pour l'augmentation des taux de telles violences.

## Prix et récompenses
Shafiqa Habibi est connue comme une militante des droits de l'homme et comme une intellectuelle. En 2002, elle remporte le prix Ida B. Wells de bravoure en journalisme. Toujours en 2002, l'organisation à but non lucratif Women's eNews (en) nomme Habibi comme l'une des "21 leaders pour le 21e siècle" en 2002, pour son travail en tant que journaliste couvrant les droits des femmes et pour avoir formé d'autres femmes journalistes. En 2005, elle fait partie des mille femmes nommées pour le prix Nobel de la paix.